# Rebecca Öhrn
Rebecca Öhrn  (* 18. Oktober 1996) ist eine ehemalige schwedische Skilangläuferin.

## Werdegang
Öhrn, die für den IFK Umeå startete, nahm von 2013 bis 2019 vorwiegend an FIS-Rennen und am Scandinavian-Cup teil. Ihre ersten Rennen im Scandinavian-Cup lief sie im Januar 2013 in Östersund, die sie auf dem 96. Platz im Sprint und auf dem 86. Rang über 10 km Freistil beendete. Im März 2019 erreichte sie in Madona mit dem 11. Platz über 5 km klassisch ihre beste Platzierung in dieser Rennserie. Bei den Nordischen Junioren-Skiweltmeisterschaften 2016 in Râșnov errang sie den 28. Platz über 5 km klassisch. Ihr Debüt im Weltcup hatte sie Ende Februar 2020 in Lahti, das sie auf dem 37. Platz über 10 km klassisch beendete. Tags darauf erreichte sie dort mit der Staffel den dritten Platz. Letztmals im Weltcup startete sie im März 2020 in Oslo, wobei sie den 39. Platz im 30-km-Massenstartrennen errang.